# Predeluț, Brașov
Predeluț este un sat în comuna Bran din județul Brașov, Transilvania, România.